# 福島統括センター
福島統括センター（ふくしまとうかつセンター）は、東日本旅客鉄道（JR東日本）東北本部の駅・運転士・車掌を所管する組織である。
2022年10月1日に福島駅、福島総合運輸区を統合して発足。

## 所管

### 駅
- 福島駅 - 所長所在駅

※ 上記は直営駅（有人駅）のみ記載
- 東北本線 : 杉田駅 - 貝田駅
- 奥羽本線 : 笹木野駅 - 庭坂駅

### 乗務業務ユニット
- 福島駅構内に設置（旧福島総合運輸区）
- 担当線区（運転士・車掌）
  - 東北本線：郡山駅 - 仙台駅間
  - 奥羽本線（山形線）：福島駅 - 山形駅間

## 歴史
- 2022年10月1日 - 福島統括センター（福島駅、福島総合運輸区の統合）が発足。

| スタブアイコン | サブスタブ | この項目は、まだ閲覧者の調べものの参照としては役立たない、鉄道に関連した書きかけの項目です。この項目を加筆・訂正などしてくださる協力者を求めています（P:鉄道/PJ:鉄道）。 |